# Chow mein
Le chow mein (炒面, chǎo miàn) est un plat de la cuisine cantonaise (sud-est de la Chine) composé de nouilles de blé, de légumes, de viande et/ou de fruits de mer, généralement liés avec une sauce à base de sauce soja. Traditionnellement chinois, ce plat a été importé en Amérique du Nord par les premiers migrants venus de Chine dès le XIXe siècle et aujourd'hui c'est une spécialité très commune aux États-Unis, au Canada, mais également dans les régions avec une forte diaspora chinoise comme en Asie du Sud-Est, en Inde, à La Réunion, à l'Île Maurice ou encore à Tahiti,.